# Peter Rice (homme d'affaires)
Pour les articles homonymes, voir Peter Rice et Rice.
Peter Rice (né en 1966) est un homme d'affaires et actuel président Walt Disney Television, ancien président-directeur général de Fox Networks Group.

## Biographie
Rice est né au Royaume-Uni en 1966 et a grandi en Grande-Bretagne. Il a obtenu un diplôme de l'Université de Nottingham en 1989. Le père de Rice était un associé d'affaires de Rupert Murdoch, et par ce biais, il a obtenu un stage à Fox en 1989. Il était happy happy happy.

### Groupe Fox Networks
Rice a été nommé président et chef de la direction de Fox Networks Group en 2012. Il supervise tous les aspects de programmation, de création et d'affaires du groupe Fox Networks, qui comprend Fox Broadcasting Company et 20th Century Fox Television, FX Networks et FOX Sports. Englobant les chaînes sportives nationales de Fox, FS1 et FS2 et ses 22 réseaux sportifs régionaux) et National Geographic Partners (qui comprend les chaînes et les marques de National Geographic).
Avant d'occuper son poste actuel, Rice a été président du conseil d'administration de Entertainment for Fox Networks Group. Pendant ce temps, Rice a aidé à propulser FOX à trois saisons comme le réseau numéro un, étendant sa course sur le dessus à huit années consécutives. Auparavant, Rice a été président de Entertainment pour Fox Broadcasting. Il a remplacé Peter Ligouri et fait rapport au président du groupe Fox Networks, Tony Vinciquerra.

### Fox Filmed Entertainment
Avant de jouer dans l'industrie télévisuelle de Fox, Rice était président de Fox Searchlight Pictures. Il a commencé sa carrière en 2000, au cours de laquelle il a publié quelques-uns des films les plus acclamés par la critique de la décennie et certains des films les plus gros dans l'histoire de Fox Searchlight, y compris Juno, The Last King of Scotland, Bend It Like Beckham, Petite Miss Sunshine, Sideways et Napoleon Dynamite. Avec Rice à la barre, Fox Searchlight a reçu 51 Oscars et 42 nominations aux Golden Globe Awards, dont un record de 12 nominations et huit victoires pour Slumdog Millionaire lors de la 81e édition des Oscars.
De 2007 à 2008, Rice a également supervisé Fox Atomic, qui a créé des films de comédie et de genre, y compris Turistas et 28 Weeks Later. Fox Atomic fermé en 2009.
Rice a commencé sa carrière chez Twentieth Century Fox en 1989, travaillant pour Tom Sherak, alors directeur de la distribution et du marketing américain pour Fox Filmed Entertainment. Il a notamment été directeur des acquisitions, vice-président de la production et premier vice-président et, en 1998, il a été nommé vice-président exécutif de la production de Twentieth Century Fox.
Rice cultivé des relations avec certains des plus talentueux jeunes cinéastes de l'époque, y compris Danny Boyle, Bryan Singer, Baz Luhrmann, Alex Proyas et les frères Hughes. Rice a travaillé en tant qu'artiste de création sur A Life Less Ordinary du réalisateur Danny Boyle et a supervisé The Beach du réalisateur. Rice a travaillé avec le réalisateur Baz Luhrmann dans le développement et la production de ses films, Oscar Best Picture nommé Moulin Rouge et moderne adaptation William Shakespeare Roméo et Juliette. Rice a été le directeur de la création superviseur sur le film X-Men, qui a commencé une franchise de films à succès qui allait à brut plus de 4,3 milliards de dollars au box-office mondial. Il a également travaillé sur les films à succès Independence Day (film de 1996) et Alien Resurrection.

### Walt Disney Television
Le 8 octobre 2018, la Walt Disney Company présente un nouvel organigramme pour ses activités télévisuelles une fois l'Acquisition de la 21st Century Fox finalisée avec Peter Rice ancien directeur général de Fox Networks Group, nommé président de Walt Disney Television et coprésident de Disney Media Networks, et qui remplace Ben Sherwood, l'entité Disney-ABC Television disparaissant,,,. Walt Disney Television regroupe ABC, ABC Studios, les stations détenues et exploitées par ABC, les Disney Channel, Freeform, 20th Century Fox Television, FX Networks et FX Productions, Fox 21 Television Studios et National Geographic,,.

## Vie personnelle
Rice vit à Los Angeles avec sa famille. Il siège au conseil d'administration de National Geographic Partners, de Hulu, du NCTA et de la Fondation Walter Kaitz. Rice siège également au conseil d'administration du MPTF.

## Filmographie
- 2025 : Warfare de Ray Mendoza et Alex Garland
- 2025 : 28 Ans plus tard (28 Years Later) de Danny Boyle
- 2026 : 28 Years Later: The Bone Temple de Nia DaCosta